# Хохловка (Пермский край)
Хохловка — село в Пермском районе Пермского края. До 2022 года входило в состав Хохловского сельского поселения; ныне является частью Пермского муниципального округа.

## Географическое положение
Село расположено в правобережной части Пермского района, при впадении реки Хохловка в Камское водохранилище, примерно в 4,5 км к северо-западу от административного центра поселения, деревни Скобелевка. Вблизи села находится архитектурно-этнографический музей Хохловка.

## Население
| 2010 |
| ---- |
| 12   |

## Улицы
- Береговая ул.
- Верхняя ул.
- Гудок сад.
- Камская ул.
- Лира сад.
- Прилив-2 сад.
- Уютная ул.
- Ломоносова ул.

## Топографические карты
- Лист карты O-40-65 Пермь. Масштаб: 1 : 100 000. Издание 1979 г.